# Neelie Kroes
Neelie Kroes (Róterdam, 19 de julio de 1941) es una empresaria y política neerlandesa por el Partido Popular por la Libertad y la Democracia (de ideología liberal). Fue vicepresidenta de la Comisión Europea como comisaria de Agenda Digital.
En 1971 fue diputada en el parlamento neerlandés. Entre 1982 y 1989 fue ministra de Transportes, Obra Pública y Telecomunicaciones en el Gobierno neerlandés. Entre 2004 y 2009 fue comisaria europea de Competencia en la Comisión Europea. Hasta el 1 de noviembre de 2014 ocupó el cargo de vicepresidenta y comisaria de Agenda Digital.  En 2016 se vio afectada por el escándalo de los Bahamas Leaks al descubrirse que durante su primera etapa como comisaria europea no declaró que dirigía una empresa en el paraíso fiscal de Bahamas.

## Premios
- 2011, Premio Grupo Compostela.[4]